# Weil Tennis Academy Challenger
O Weil Tennis Academy Challenger é um torneio tênis, que fez parte da série ATP Challenger Tour, realizado em 2010, em piso duro, em Ojai, Estados Unidos.

## Edições

### Simples
| Ano  | Campeões       | Finalistas        | Placar        |
| ---- | -------------- | ----------------- | ------------- |
| 2010 | Bobby Reynolds | Marinko Matosevic | 3–6, 7–5, 7–5 |

### Duplas
| Ano  | Campeões                     | Finalistas                      | Placar           |
| ---- | ---------------------------- | ------------------------------- | ---------------- |
| 2010 | Artem Sitak Leonardo Tavares | Harsh Mankad Izak van der Merwe | 4–6, 6–4, [10–8] |